# Суфлёр (газета)
Суфлёр — театральная, художественная и литературная газета, преобразованная из «Театральной газеты».

## История
Выходила два раза в неделю с 1878 по 1886 г. В формате большого газетного листа, имея в тексте рисунки, портреты и планы. Издателем-редактором был сначала А. И. Уткин, потом А. А. Соколов. С 31 дек. 1883 г. розничная продажа «Суфлёра» была запрещена в связи с запрещением продажи «Петербургского листка», также выходившего под редакцией А. А. Соколова.

## Программа газеты
1. Вопросы театра. Под этой рубрикой в газете помещались статьи, заключающие в себя общие вопросы, относящиеся ко всем отраслям театрального дела.
2. Текущий репертуар. Все новости сцены, рассматриваемые с критической точки зрения. Суждения об игре артистов, об их достоинствах и недостатках.
3. Провинциальный театр. Корреспонденции из всех театральных центров о современном состоянии театрального дела в провинции.
4. Заграничные театры. Корреспонденция из Парижа, Лондона, Берлина, Вены и Неаполя. Выборки из газет специально театральных, о всех новинках театрального, музыкального, художественного и литературного мира.
5. Среди театральных рецензентов. Этот раздел был посвящён был разбору мнении и отзывов, делаемыми рецензентами газет и журналов.
6. История театра, исторические и биографические эпизоды, анекдоты, письма, воспоминания, курьезы театрального мира.